# Bellini (koktejl)
Bellini je koktejl italského původu, skládající se z broskví a suchého bílého šumivého vína. Na jeho přípravu se používá zvláštní italský druh broskví, vyznačujících se zploštělým tvarem a aromatickou bílou dužinou, která se nastrouhá a vymačká se z ní šťáva. Ta se míchá s perlivým vínem Prosecco v poměru 1:2. Verze se šampaňským místo Prosecca se nazývá Bellini Royal. Nápoj se podává vychlazený, pro lepší barvu se může přidat trochu malinové nebo třešňové šťávy.
Recept vymyslel ve třicátých letech 20. století Giuseppe Cipriani z Harryho baru v Benátkách a od roku 1948 ho podával pod tímto názvem, inspirovaným návštěvou výstavy Giovanniho Belliniho, který používal na svých obrazech podobnou barvu, jako má tento nápoj. Bar navštěvovaly významné osobnosti jako Ernest Hemingway, Sinclair Lewis nebo Orson Welles a díky tomu se popularita koktejlu Bellini rozšířila do celého světa. Mezinárodní barmanská asociace zařadila Bellini na seznam svých oficiálních drinků.